# Liste der Monuments historiques in Andelarre
Die Liste der Monuments historiques in Andelarre führt die Monuments historiques in der französischen Gemeinde Andelarre auf.

## Liste der Objekte
| Bezeichnung                        | Beschreibung                                                  | Standort                                   | Kennzeichnung | Schutzstatus | Datum | Bild |
| ---------------------------------- | ------------------------------------------------------------- | ------------------------------------------ | ------------- | ------------ | ----- | ---- |
| Gemälde Mariä Himmelfahrt          | Ölfarbe auf Leinwand, vergoldeter Holzrahmen, 19. Jahrhundert | in der Kirche St-Jean-l’Évangeliste (Lage) | PM70001918    | Inscrit      | 1994  |      |
| Kruzifix                           | Holz, 18. Jahrhundert                                         | in der Kirche St-Jean-l’Évangeliste (Lage) | PM70001980    | Inscrit      | 1989  |      |
| Skulptur Sitzende Madonna mit Kind | Holz, 15. Jahrhundert                                         | in der Kirche St-Jean-l’Évangeliste (Lage) | PM70000033    | Classé       | 1960  |      |